# 木村安子
木村 安子（きむら やすこ、1937年11月19日 - ）は、日本の陸上競技選手。1960年ローマオリンピックで女子走幅跳に出場した。  

## 経歴
現在の広島市安佐北区出身。安田女子高等学校に進み、非常勤講師を務めていた川村毅（体育学者。のちに広島陸協名誉会長）に見出されてその指導を受けた。
高校卒業後、リッカーミシンに所属。1960年、東京都勤労者大会で5m94を記録（生涯最高記録となった）。1960年ローマオリンピックに出場。